# Tamara Wigley
Tamara Gail Wigley-Brudy (* 9. April 1975) ist eine ehemalige Sprinterin von St. Kitts und Nevis.

## Karriere
Sie war bei den Olympischen Spielen 1996 in Atlanta zusammen mit Bernadeth Prentice, Diane Francis und Valma Bass Teil der 4-mal-400-Meter-Staffel. Diese kam im zweiten Vorlauf mit einer Zeit von 3:35,12 auf den siebten und letzten Platz, womit nicht die nächste Runde erreicht wurde.